# Franz Widnmann

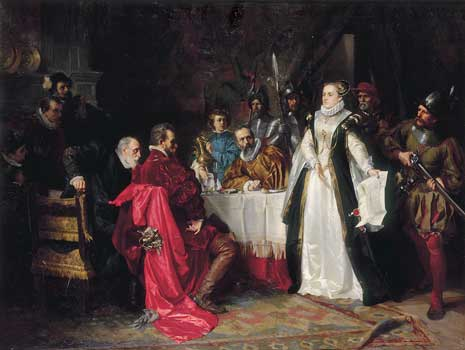
Herzog Alba auf dem Schlosse der Gräfin Catharina von Schwarzburg zu Rudolstadt

Franz Widnmann (* 6. März 1846 in Kipfenberg; † 28. August 1910 in Rodeneck im Pustertal) war ein deutscher Kunstmaler und Graphiker sowie Professor an der Königlichen Kunstgewerbeschule München.

## Leben
Franz Widnmann war ein Sohn des Gerichtsarztes Eduard Widnmann, der aus Eichstätt stammte. Seine Mutter stammte aus Kipfenberg. Die Familie siedelte von dort schon bald nach Schrobenhausen um. Da seine Mutter früh verstorben war, heiratete der Vater deren Schwester. Zunächst besuchte er die Schule in Schrobenhausen und anschließend die Lateinschule in Neuburg.
Ab 1862 besuchte er in München die von Hermann Dyck geleitete Zeichenschule des Vereins zur Ausbildung des Gewerbes, der späteren Kunstgewerbeschule. Am 30. Oktober 1862 immatrikulierte er sich an der Königlichen Akademie der Bildenden Künste für die Antikenklasse. Seine Lehrer waren Karl Theodor von Piloty, Alexander Strähuber, Hermann Anschütz und Alexander Wagner.
Schon früh schuf er kunstgewerbliche Entwürfe und arbeitete auch an dem bei Julius Hoffmann in Stuttgart erschienenen Werk »Dekorative Vorbilder« mit. Sein erstes Gemälde »Herzog Alba auf dem Schlosse der Gräfin Catharina von Schwarzburg« wurde auf der Wiener Weltausstellung 1873 ausgezeichnet. Neben anderen Piloty-Schülern erhielt Franz Widnmann einen Auftrag für die Ausschmückung des Palais Pringsheim in Berlin, daneben schuf er Wandbilder für das Münchner Palais des Prinzen Leopold von Bayern sowie für das Schloss St. Emmeram des Fürsten Thurn und Taxis in Regensburg (»Heimkehr von der Jagd«).
Ein Staatsstipendium ermöglichte ihm einen Aufenthalt in Italien. In den 1880er Jahren war er ausschließlich mit Arbeiten für die Schlösser des bayerischen Königs Ludwig II. beschäftigt, besonders für Schloss Herrenchiemsee. In den Jahren 1878 bis 1886 lieferte er Entwürfe für den Figurenschmuck der Fassaden, für Stuckdekorationen, Wandfüllungen, für Girandolen, Meißner Porzellanlüster, Kristalllüster (Ausführung Lobmeyr in Wien) sowie für Uhren, Schreibzeug, Tafelaufsätze u. a. Schließlich erhielt er den Auftrag für mehrere Gemälde. Auch für Schloss Linderhof führte er Aufträge aus.
1881 erhielt Franz Widnmann den Titel eines Königlichen Professors, am 1. Mai 1892 wurde zum Professor der Figurenklasse an der Kunstgewerbeschule ernannt. Nach dem Tode Ludwigs II. im Jahre 1886 widmete er sich wieder mehr den graphischen Künsten, in denen der Einfluss von Künstlern des frühen 19. Jahrhunderts, u. a. von Alfred Rethel, Moritz von Schwind, Ludwig Richter und Ferdinand Barth spürbar wurde. Zudem schuf Widnmann dekorative Entwürfe für öffentliche Festprogramme, Urkunden, Adressen und Briefmarkenserien für die Bayerische Post. 1894 entstand das Glasfensterbild der Barfüßerkirche in Augsburg. Seine schon unter Ludwig II. bewiesene Anpassungsfähigkeit ließ ihn sowohl in Zierformen des Rokoko, als auch in »neutralen, modernisierten Renaissanceformen« arbeiten, wie die zeitgenössische Beurteilung es ausdrückte. Einzelne Arbeiten stellte er im Münchner Glaspalast aus. Franz Widnmann starb am 30. August 1910 in Rodeneck im Pustertal.